# Orgockë
Orgockë – wieś położona w południowo-wschodniej części Albanii w gminie Çlirim. Wieś znajduje się 119 kilometrów od stolicy państwa, Tirany.